# Державний лад Вірменії
Державний лад Вірменії — заснований на структурі змішаної республіки та багатопартійній системі. Президент є головою держави, виконавча влада належить уряду.

## Історія
Після втрати своєї державності більше ніж на 600 років, 28 травня 1919 року Вірменія здобула незалежність, як Демократична Республіка Вірменія. 2 грудня 1920 року стала частиною Радянського Союзу в складі ЗРФСР. Після анулювання ЗРФСР у 1936 році, Вірменія стала частиною СРСР як Вірменська РСР. Після проголошення незалежності від СРСР у 1991 році, офіційна назва держави Республіка Вірменія (вір. Հայաստանի Հանրապետություն).
Вірменія поділена на столицю — Єреван та 10 областей (Арагацотнська, Араратська, Армавірська, Гегаркуникська, Коктайська, Лорийська, Шираська, Сюкиська, Тавуйська, Вайоцдзорська).

## Державний устрій після розпаду СРСР
На референдумі у вересні 1991 року більшість населення проголосувала за незалежність Вірменії. На перших президентських виборах у жовтні 1991 83 % голосів було віддано Левону Тер-Петросяну, голові уряду з 1990 року. 22 вересня 1996 — був переобраний на другий термін, однак опозиція, на чолі з Вазгеном Манукяном заявила про масові фальсифікації результатів виборів. Демонстрації опозиції були подавлені силовими методами — внутрішніми військами та армією. У лютому 1998 р. — подав у відставку через непогодження позиції з карабаського конфлікту з найближчим оточенням. Виконуючим обов'язки президента став прем'єр-міністр Роберт Кочарян, котрий у 1998 році отримав перемогу на президентських виборах. Після того, як 27 жовтня 1999 року було вбито прем'єр-міністра Вазгена Саргасяна, спікера парламенту Карена Демірчана та ще шістьох посадовців, опозиція намагалася відправити президента у відставку, але безрезультатно.
Переобрання Кочаряна на посаду президента у 2003 році спричинило численні звинувачення у фальсифікації результатів. У 2004 році з вимогами про відставку президента на вулиці вийшли тисячі вірменів.
Уряд Вірменії взяв на меті побудувати західну модель демократії. Незважаючи на це, міжнародні спостерігачі ставлять під сумнів чесність президентських та парламентських виборів у Вірменії, починаючи з 1995 року. Нова конституція 1995 року значно розширила повноваження виконавчої влади і дає їй більший вплив на судову систему та муніципальних посадовців.
Зазначається нерівномірність дотримання прав людини, замовчування надмірної жорстокості поліції. Публічні демонстрації відбуваються без участі держави, однак у 2000 році організатора опозиційного мітингу було затримано. Відношення до національних меншостей в цілому добре. Конституція гарантує свободу слова та друку, однак уряд зберігає свою монополію на телебачення і радіомовлення.

## Виконавча влада
Президент обирається терміном на 5 років народом Вірменії. Вибори проходять у 2 тури, або в 1, якщо кандидатом отримано абсолютну більшість голосів.
| Посада             | Ім'я         | Партія                 | На посаді з    |
| ------------------ | ------------ | ---------------------- | -------------- |
| Президент Вірменії | Серж Саргсян | Республіканська партія | 9 квітня 2008  |
| Прем'єр-міністро   | Овік Обрамян | Республіканська партія | 13 квітня 2014 |

## Законодавча влада
Законодавча влада належить Національним Зборам Вірменії. Це однопалатний парламент, до якого входить 131 член, що обираються строком на 5 років: 90 представників по одномандатним виборчим округам та 41 на пропорційній основі. Щоб отримати місця в парламенті необхідно подолати 5 % бар'єр.

## Політичні партії та вибори
Результати президентських виборів 19 лютого 2008 року
| Серж Саргсян — Республіканська партія Вірменії                                                  | 862,369   | 52.82 % |
| Левон Тер-Петросян                                                                              | 351,222   | 21.50 % |
| Артур Багдасарян — Сила закону                                                                  | 272,427   | 17.70 % |
| Ваган Ованнісян — Дашнакцутюн                                                                   | 100,966   | 6.20 %  |
| Вазген Мікаелович Манукян — Національне демократичне об'єднання                                 | 21,075    | 1.30 %  |
| Тигран Карапетян — Народна партія                                                               | 9,791     | 0.60 %  |
| Арташес Гегамян — Національне об'єднання                                                        | 7,524     | 0.46 %  |
| Армен Мелікян                                                                                   | 4,399     | 0.27 %  |
| Арам Арутюнян — Національна партія примирення                                                   | 2,892     | 0.17 %  |
| Усього (явка: 69 %)                                                                             | 1,632,666 | 100 %   |
| Протокол результатів виборів президента Вірменії [Архівовано 3 березня 2016 у Wayback Machine.] |           |         |

Результати парламентських виборів 6 травня 2012 року
| Фракція                                    | Місця |
| ------------------------------------------ | ----- |
| Фракція «Республіканська партія Вірменії»  | 69    |
| Фракція «Квітуча Вірменія»                 | 37    |
| Фракція «Вірменський національний конгрес» | 7     |
| Фракція «Спадщина»                         | 5     |
| Фракція «Дашнакцутюн»                      | 5     |
| Фракція «Сила закону»                      | 6     |
| Позафракційні                              | 2     |